# P.C.R. Messina 1998-1999
La stagione 1998-1999 della P.C.R. Messina è stata la quinta in cui ha preso parte alla massima serie nazionale del campionato italiano femminile di pallacanestro.
La società messinese è arrivata 10ª in Serie A1 e ha partecipato ai play-off.

## Verdetti stagionali
Competizioni nazionali
- Serie A1:

stagione regolare: 10º posto su 14 squadre (11-15).
play-off: eliminata ai quarti di finale dalla Rescifina (?-?).

## Rosa
| Giocatori |
| --------- |

| N° | Naz.                   | Ruolo | Sportivo            | Anno | Alt. |  |
| -- | ---------------------- | ----- | ------------------- | ---- | ---- |  |
|    | Stati Uniti (bandiera) | A     | Cindy Brown         | 1965 | 188  |  |
|    | Stati Uniti (bandiera) | A     | Trisha Stafford     | 1970 | 185  |  |
|    | Italia (bandiera)      | G     | Cristina Correnti   | 1972 | 178  |  |
|    | Italia (bandiera)      | P     | Elisabetta Moro     | 1975 | 170  |  |
|    | Italia (bandiera)      | P     | Angela Adamoli      | 1972 | 178  |  |
|    | Italia (bandiera)      | C     | Cristiana Federighi | 1976 | 180  |  |
|    | Italia (bandiera)      | A     | Elisabetta Pasini   | 1967 | 180  |  |
|    | Italia (bandiera)      | P     | Adalgisa Impastato  | 1974 | 178  |  |
|    | Stati Uniti (bandiera) | GA    | Suzette Sargeant    | 1972 | 185  |  |
|    | Stati Uniti (bandiera) | C     | Monique Ambers      | 1970 | 193  |  |
|    | Italia (bandiera)      | G     | Viviana Maglia      | 1975 | 175  |  |

## Statistiche
| Giocatrice | Gare | Punti | Minuti | Falli | Falli | Tiri da due | Tiri da due | Tiri da due | Tiri da tre | Tiri da tre | Tiri da tre | Tiri liberi | Tiri liberi | Tiri liberi | Rimbalzi | Rimbalzi | Palle | Palle | Assist | Val. |
| Giocatrice | Gare | Punti | Minuti | C     | S     | R           | T           | %           | R           | T           | %           | R           | T           | %           | O        | D        | P     | R     | Assist | Val. |
| ---------- | ---- | ----- | ------ | ----- | ----- | ----------- | ----------- | ----------- | ----------- | ----------- | ----------- | ----------- | ----------- | ----------- | -------- | -------- | ----- | ----- | ------ | ---- |
| Brown      | 21   | 367   | 737    | 59    | 110   | 119         | 226         | 52,7        | 15          | 52          | 28,8        | 84          | 109         | 77,1        | 31       | 155      | 62    | 69    | 28     | 470  |
| Stafford   | 21   | 365   | 738    | 62    | 137   | 112         | 211         | 53,1        | 2           | 11          | 18,2        | 135         | 184         | 73,4        | 44       | 119      | 92    | 50    | 31     | 435  |
| Correnti   | 26   | 255   | 830    | 67    | 52    | 54          | 122         | 44,3        | 35          | 99          | 35,4        | 42          | 51          | 82,4        | 14       | 28       | 62    | 36    | 18     | 133  |
| Moro       | 26   | 235   | 747    | 92    | 51    | 54          | 98          | 55,1        | 31          | 71          | 43,7        | 34          | 49          | 69,4        | 4        | 29       | 35    | 51    | 27     | 171  |
| Adamoli    | 25   | 190   | 791    | 65    | 59    | 57          | 136         | 41,9        | 6           | 26          | 23,1        | 58          | 75          | 77,3        | 14       | 35       | 38    | 30    | 19     | 128  |
| Federighi  | 25   | 99    | 380    | 47    | 46    | 31          | 69          | 44,9        | 1           | 4           | 25,0        | 34          | 54          | 63,0        | 15       | 47       | 27    | 17    | 3      | 92   |
| Pasini     | 26   | 62    | 452    | 72    | 29    | 20          | 53          | 37,7        | 4           | 26          | 15,4        | 10          | 20          | 50,0        | 7        | 17       | 27    | 21    | 6      | -22  |
| Impastato  | 26   | 61    | 276    | 42    | 27    | 11          | 32          | 34,4        | 7           | 25          | 28,0        | 18          | 30          | 60,0        | 4        | 12       | 17    | 17    | 7      | 18   |
| Sargeant   | 5    | 54    | 172    | 10    | 10    | 23          | 48          | 47,9        | 0           | 3           | 0,0         | 8           | 10          | 80,0        | 13       | 14       | 8     | 7     | 0      | 50   |
| Ambers     | 4    | 27    | 96     | 14    | 3     | 13          | 25          | 52,0        | 0           | 0           |             | 1           | 2           | 50,0        | 11       | 15       | 8     | 2     | 1      | 24   |
| Maglia     | 2    | 0     | 6      | 0     | 0     |             | 0           |             | 0           | 0           |             | 0           | 3           | 0,0         | 0        | 0        | 0     | 0     | 0      | -3   |